# 808 Mafia
808 Mafia es un equipo estadounidense de producción y composición de discos, fundado por los productores de discos Southside y Lex Luger. Southside está actualmente a la cabeza del grupo. El grupo también incluye a los productores TM88, DY, Fuse, Tre Pounds, Gezin, Tarentino, MP808 Max Lord, Henneymajor entre otros.

## Historia
808 Mafia se fundó en 2010 cuando el rapero Waka Flocka Flame se le ocurrió la idea de un equipo de producción compuesto por sus frecuentes colaboradores Lex Luger y Southside. El grupo se expandió rápidamente, agregando un número de productores próximos y afiliados, y actualmente está suscrito al sello Brick Squad Monopoly. Además de Waka Flocka Flame, 808 Mafia ha producido canciones para muchos artistas notables como Gucci Mane, Future,  Juice WRLD,Drake, Migos, Playboi Carti Travis Scott, Chief Keef, Ken Carson, Young Thug, Fredo Santana, Juicy J, DJ Khaled, SD, Young Whisper, Lil Yachty y DJ Esco, entre otros. Sus miembros también han trabajado independientemente en canciones con Kanye West, Wiz Khalifa, Jay-Z, G-Eazy, Rick Ross, Young Dolph, Meek Mill y DJ Drama.
El grupo lanzó su primer mixtape instrumental homónimo en 2012, presentado por Trap-A-Holics. El mixtape fue producido por y sirvió como introducción a 5 de sus miembros: TM88 (acreditado como Trackman), Be-Bop, Purps, Bobby Beats y Tarentino. Una secuela llamada 808 Mafia II se anunció para su lanzamiento el 21 de diciembre de 2012, pero el lanzamiento se retrasó varias veces. En marzo de 2013, se lanzó un avance de la cinta en el canal de YouTube del equipo. 808 Mafia II fue lanzado el 23 de abril de 2013, a través de LiveMixtapes. Fue presentado por Trap-A-Holics, DJ Scream y DJ Drama, y cuenta con la producción de Southside, TM88, Purps, Tarentino, Fuse, Chris Fresh, OG Taxx y Be Bop.
Como dato a resaltar en el ámbito español el grupo ficharía a finales del 2014 al barcelonés Steve Lean, en ese entonces miembro del grupo PXXR GVNG grupo que contaría con el núcleo de productores del sello como Southside, Lex Luger, Metro Boomin, Tarentino etc. A día de hoy suelen colaborar con los miembros del extinto grupo pero sobre todo con el rapero Yung Beef.
En diciembre de 2015, los miembros de 808 Mafia desempeñaron un papel predominante en la producción del álbum de Rico Richie, Realest Story Ever Told Vol. 2 . El álbum presentó apariciones especiales de Chris Brown, Meek Mill, French Montana y Young Dolph. El álbum fue producido ejecutivo por Southside con producción adicional de miembros de 808 Mafia, como DY ,TM88, TT y Swede.
Los siguientes años fueron de éxito total para el grupo de productores participando activamente con todos los raperos potentes en la escena.

## Álbumes propios
El grupo 808 Mafia ha producido 5 álbumes propios, hasta ahora, entre los que se encuentran: 808 Mafia, 808 Mafia 2, Wolrd War 3 Vol. 3: Gas, Gas-A-Holic y Free Agent.

## Miembros
En la siguiente se incluyen los miembros más famosos del grupo. No obstante, hay que destacar que hay miembros que participan y producen más discos, con referencias directas al grupo en sí, que otros:
- ATL Jacob
- DY Krazy
- Fuse
- Gezin
- Metro Boomin'
- MP808
- PVLACE
- Pyrex Whippa
- Southside
- Steve Lean
- Tarentino
- TM88
- Tre Pounds
- YK 808
- Henney Major
- Yung Coke